# Enefit Green
Die Enefit Green AS ist ein estnisches börsennotiertes Energieunternehmen.
Enefit besitzt 27 Windparks mit 209 Turbinen in Estland, Litauen und Finnland. 43 Photovoltaik-Freiflächenanlagen befinden sich in Estland und in Polen. Im Kraftwerk Iru wird aus Müll Wärme und Strom erzeugt. Das Geschäft mit Biomasse-Kraft-Wärme-Kopplung und Holzpellets hat man 2023 verkauft.
Im Jahr 2024 wurden 1,9 Terawattstunden Elektroenergie und 415 Gigawattstunden Wärmeenergie erzeugt.
Über Dreiviertel der Aktien befinden sich über Eesti Energia im Eigentum des estnischen Staates.